# Noah Rupp
Noah Manuel Rupp (* 13. August 2003 in Zug) ist ein Schweizer Fussballspieler, der aktuell beim Karlsruher SC unter Vertrag steht.

## Karriere

### Verein
Rupp begann seine Laufbahn beim SC Menzingen, bevor er in die Jugend des FC Luzern wechselte. Im Juni 2021 wurde er in das Kader der zweiten Mannschaft befördert, für die er bis Saisonende 2020/21 zwei Partien in der viertklassigen 1. Liga absolvierte. Am 8. August 2021, dem 3. Spieltag, gab er beim 1:3 gegen den FC Zürich sein Debüt für die erste Mannschaft in der Super League, als er in der 80. Minute für Dejan Sorgić eingewechselt wurde. In der folgenden Zeit kam er weiterhin hauptsächlich in der zweiten Mannschaft zum Einsatz, mit der er 2022 in die Promotion League aufstieg. In der Profimannschaft der Luzerner bestritt er saisonübergreifend bis 2024 insgesamt elf Pflichtspiele, davon neun in der Super League.
Im Sommer 2024 wechselte Rupp zum deutschen Zweitligisten Karlsruher SC. Im Januar 2025 wurde er an den FC Stade Lausanne-Ouchy verliehen.

### Nationalmannschaft
Rupp kam zwischen 2018 und 2019 zu insgesamt 17 Einsätzen für die Schweizer U16- und U17-Auswahl, wobei er sechs Tore erzielte. Von 2021 bis 2023 war er in der U19- und in der U20-Nationalmannschaft aktiv.